# József Takács
József Takács (Budapest, 30 giugno 1904 – Budapest, 3 settembre 1983) è stato un calciatore ungherese, di ruolo attaccante.

## Carriera
Nell'arco dell'intera carriera, Takács ha segnato almeno 402 gol in almeno 399 incontri ufficiali: 360 in campionato (355 presenze), 12 in Mitropa Cup (11 partite), almeno 4 in Coppa d'Ungheria (è noto soltanto il tabellino di una partita da lui disputata, ovvero la finale dell'edizione 1932-1933) e 26 con la selezione magiara (32 gare). Tuttavia non sono noti i dati complessivi riguardo a 12 edizioni della Coppa d'Ungheria (eccetto la summenzionata finale), pertanto il totale di marcature e presenze potrebbe essere maggiore.

### Club
I suoi più grandi successi Takács li ottenne militando con il Ferencváros: si aggiudicò per tre volte il campionato ungherese (1927-1928, 1931-1932, 1933-1934), del quale fu capocannoniere per 5 stagioni  (1925-1926, 1927-1928, 1928-1929, 1929-1930 e 1931-1932). Con i biancoverdi riuscì a vincere anche la Coppa dell'Europa Centrale nel 1928, risultandone il miglior marcatore con 10 centri. Inoltre alzò la Magyar Kupa nel 1928 e nel 1933.
Con le squadre di club totalizzò 366 presenze ufficiali e mise a referto 372 reti) , alla media di 1,05 gol a partita. Nel campionato ungherese, con il Vasas tenne una media di 0,76 marcature a incontro, mentre con il Ferencváros la media si alzò a 1,5.

### Nazionale
Con la nazionale ungherese collezionò 32 gettoni e 26 gol, pari a 0,81 reti a partita.

## Statistiche

### Cronologia presenze e reti in nazionale
| Cronologia completa delle presenze e delle reti in nazionale ― Ungheria | Cronologia completa delle presenze e delle reti in nazionale ― Ungheria | Cronologia completa delle presenze e delle reti in nazionale ― Ungheria | Cronologia completa delle presenze e delle reti in nazionale ― Ungheria | Cronologia completa delle presenze e delle reti in nazionale ― Ungheria | Cronologia completa delle presenze e delle reti in nazionale ― Ungheria | Cronologia completa delle presenze e delle reti in nazionale ― Ungheria | Cronologia completa delle presenze e delle reti in nazionale ― Ungheria |
| Data                                                                    | Città                                                                   | In casa                                                                 | Risultato                                                               | Ospiti                                                                  | Competizione                                                            | Reti                                                                    | Note                                                                    |
| ----------------------------------------------------------------------- | ----------------------------------------------------------------------- | ----------------------------------------------------------------------- | ----------------------------------------------------------------------- | ----------------------------------------------------------------------- | ----------------------------------------------------------------------- | ----------------------------------------------------------------------- | ----------------------------------------------------------------------- |
| 06/05/1923                                                              | Vienna                                                                  | Austria                                                                 | 1 – 0                                                                   | Ungheria                                                                | Amichevole                                                              | -                                                                       |                                                                         |
| 19/08/1923                                                              | Budapest                                                                | Ungheria                                                                | 3 – 1                                                                   | Finlandia                                                               | Amichevole                                                              | -                                                                       |                                                                         |
| 31/08/1924                                                              | Budapest                                                                | Ungheria                                                                | 4 – 0                                                                   | Polonia                                                                 | Amichevole                                                              | 2                                                                       |                                                                         |
| 14/09/1924                                                              | Vienna                                                                  | Austria                                                                 | 2 – 1                                                                   | Ungheria                                                                | Amichevole                                                              | -                                                                       |                                                                         |
| 21/09/1924                                                              | Budapest                                                                | Ungheria                                                                | 4 – 1                                                                   | Germania                                                                | Amichevole                                                              | 2                                                                       |                                                                         |
| 18/01/1925                                                              | Milano                                                                  | Italia                                                                  | 1 – 2                                                                   | Ungheria                                                                | Amichevole                                                              | 1                                                                       |                                                                         |
| 25/03/1925                                                              | Budapest                                                                | Ungheria                                                                | 5 – 0                                                                   | Svizzera                                                                | Amichevole                                                              | 1                                                                       |                                                                         |
| 05/05/1925                                                              | Vienna                                                                  | Austria                                                                 | 3 – 1                                                                   | Ungheria                                                                | Amichevole                                                              | 1                                                                       |                                                                         |
| 21/05/1925                                                              | Budapest                                                                | Ungheria                                                                | 1 – 3                                                                   | Belgio                                                                  | Amichevole                                                              | -                                                                       |                                                                         |
| 12/07/1925                                                              | Stoccolma                                                               | Svezia                                                                  | 6 – 2                                                                   | Ungheria                                                                | Amichevole                                                              | 2                                                                       |                                                                         |
| 19/07/1925                                                              | Cracovia                                                                | Polonia                                                                 | 0 – 2                                                                   | Ungheria                                                                | Amichevole                                                              | -                                                                       |                                                                         |
| 04/10/1925                                                              | Budapest                                                                | Ungheria                                                                | 0 – 1                                                                   | Spagna                                                                  | Amichevole                                                              | -                                                                       | 24’                                                                     |
| 02/05/1926                                                              | Budapest                                                                | Ungheria                                                                | 0 – 3                                                                   | Austria                                                                 | Amichevole                                                              | -                                                                       |                                                                         |
| 06/06/1926                                                              | Budapest                                                                | Ungheria                                                                | 2 – 1                                                                   | Cecoslovacchia                                                          | Amichevole                                                              | 1                                                                       |                                                                         |
| 12/06/1927                                                              | Budapest                                                                | Ungheria                                                                | 13 – 1                                                                  | Francia                                                                 | Amichevole                                                              | 6                                                                       | 87’                                                                     |
| 25/09/1927                                                              | Budapest                                                                | Ungheria                                                                | 5 – 3                                                                   | Austria                                                                 | Coppa Internazionale 1927-1930                                          | 1                                                                       |                                                                         |
| 25/03/1928                                                              | Roma                                                                    | Italia                                                                  | 4 – 3                                                                   | Ungheria                                                                | Coppa Internazionale 1927-1930                                          | 1                                                                       |                                                                         |
| 22/04/1928                                                              | Budapest                                                                | Ungheria                                                                | 2 – 0                                                                   | Cecoslovacchia                                                          | Coppa Internazionale 1927-1930                                          | -                                                                       |                                                                         |
| 06/05/1928                                                              | Budapest                                                                | Ungheria                                                                | 5 – 5                                                                   | Austria                                                                 | Amichevole                                                              | -                                                                       |                                                                         |
| 07/10/1928                                                              | Vienna                                                                  | Austria                                                                 | 5 – 1                                                                   | Ungheria                                                                | Coppa Internazionale 1927-1930                                          | -                                                                       |                                                                         |
| 01/11/1928                                                              | Budapest                                                                | Ungheria                                                                | 3 – 1                                                                   | Svizzera                                                                | Coppa Internazionale 1927-1930                                          | -                                                                       |                                                                         |
| 24/02/1929                                                              | Colombes                                                                | Francia                                                                 | 3 – 0                                                                   | Ungheria                                                                | Amichevole                                                              | -                                                                       |                                                                         |
| 14/04/1929                                                              | Berna                                                                   | Svizzera                                                                | 4 – 5                                                                   | Ungheria                                                                | Coppa Internazionale 1927-1930                                          | 2                                                                       |                                                                         |
| 05/05/1929                                                              | Vienna                                                                  | Austria                                                                 | 2 – 2                                                                   | Ungheria                                                                | Amichevole                                                              | 2                                                                       |                                                                         |
| 08/09/1929                                                              | Praga                                                                   | Cecoslovacchia                                                          | 1 – 1                                                                   | Ungheria                                                                | Coppa Internazionale 1927-1930                                          | -                                                                       |                                                                         |
| 06/10/1929                                                              | Budapest                                                                | Ungheria                                                                | 2 – 1                                                                   | Austria                                                                 | Amichevole                                                              | 1                                                                       |                                                                         |
| 13/04/1930                                                              | Basilea                                                                 | Svizzera                                                                | 2 – 2                                                                   | Ungheria                                                                | Amichevole                                                              | -                                                                       |                                                                         |
| 01/05/1930                                                              | Praga                                                                   | Cecoslovacchia                                                          | 1 – 1                                                                   | Ungheria                                                                | Amichevole                                                              | -                                                                       |                                                                         |
| 11/05/1930                                                              | Budapest                                                                | Ungheria                                                                | 0 – 5                                                                   | Italia                                                                  | Coppa Internazionale 1927-1930                                          | -                                                                       |                                                                         |
| 28/09/1930                                                              | Dresda                                                                  | Germania                                                                | 5 – 3                                                                   | Ungheria                                                                | Amichevole                                                              | 3                                                                       |                                                                         |
| 13/12/1931                                                              | Torino                                                                  | Italia                                                                  | 3 – 2                                                                   | Ungheria                                                                | Coppa Internazionale 1931-1932                                          | -                                                                       |                                                                         |
| 22/10/1933                                                              | Budapest                                                                | Ungheria                                                                | 0 – 1                                                                   | Italia                                                                  | Coppa Internazionale 1933-1935                                          | -                                                                       |                                                                         |
| Totale                                                                  |                                                                         | Presenze                                                                | 32                                                                      |                                                                         | Reti                                                                    | 26                                                                      |                                                                         |

## Palmarès

### Club

#### Competizioni nazionali
- Campionato ungherese: 3

Ferencváros: 1927-1928, 1931-1932, 1933-1934
- Coppa d'Ungheria: 2

Ferencváros: 1927-1928, 1932-1933

#### Competizioni internazionali
- Coppa dell'Europa Centrale: 1

Ferencvárosi FC: 1928

### Individuale
- Capocannoniere del campionato ungherese: 5

1925-1926 (29 gol), 1927-1928 (31 gol), 1928-1929 (41 gol), 1929-1930 (40 gol),  1931-1932 (42 gol)
- Capocannoniere della Coppa dell' Europa Centrale: 1

1928 (10 gol)